# Цуно (Міядзакі)

32°15′24″ пн. ш. 131°33′35″ сх. д. / 32.25667° пн. ш. 131.55972° сх. д.
Цуно (яп. 都農町) — містечко в Японії, в повіті Кою префектури Міядзакі.